# Eskadra
Eskadra (francosko escadre) je vojaška formacija, ki se pojavlja v vojni mornarici in letalstvu.

## Vojna mornarica
Eskadra je operativna formacija, ki je sestavljena iz več vojnih ladij, glede na nalogo in dolžino misije.

## Vojno letalstvo
Nekatera vojna letalstva imajo eskadre, ki ustrezajo brigadam kopenske vojske. V sestavi ima več letalskih skupin.